# 카라뷔크주

카라뷔크주의 위치

카라뷔크주(튀르키예어: Karabük ili)는 튀르키예 중북부에 위치한 주로, 흑해 지역에 속한다. 주도는 카라뷔크이며 면적은 2,864km2, 인구는 200,508명(2007년 기준), 자동차 번호는 78번, 시외전화 지역번호는 0370번이다. 앙카라(튀르키예의 수도)에서 북쪽으로 약 200km, 흑해 연안에서 남쪽으로 약 100km 정도 떨어진 곳에 위치하며 6개 군을 관할한다. 유네스코가 지정한 세계유산으로 선정된 사프란볼루가 있다.